# Puente romano de Córdoba
El puente romano de Córdoba está situado sobre el río Guadalquivir a su paso por Córdoba, y une el barrio del Campo de la Verdad con el Barrio de la Catedral. Es también conocido como el puente Viejo, ya que fue el único puente con que contó la ciudad durante veinte siglos, hasta la construcción del puente de San Rafael a mediados del siglo XX. El 9 de enero de 2008 se inauguró la mayor remodelación que el puente Romano ha tenido en su historia.

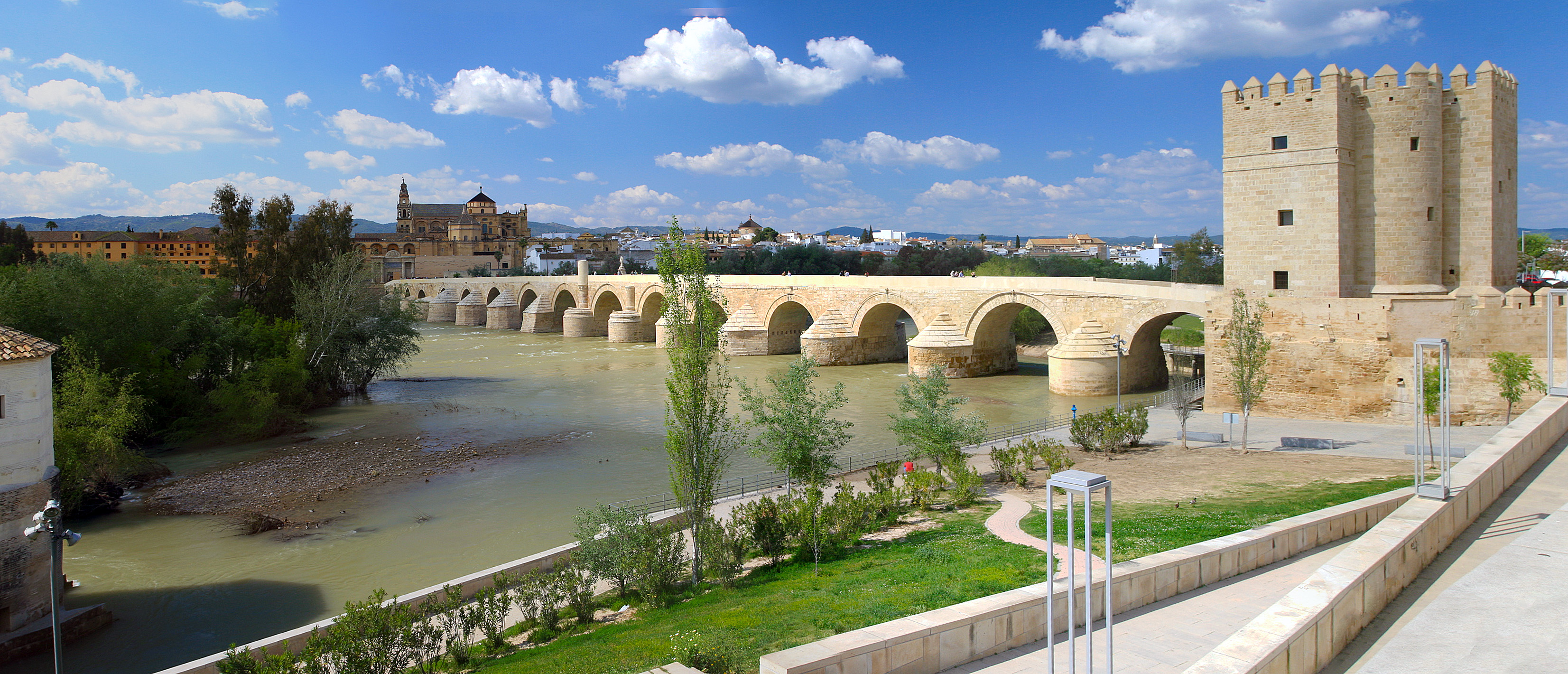
Vista del puente, con la torre de la Calahorra a la derecha.

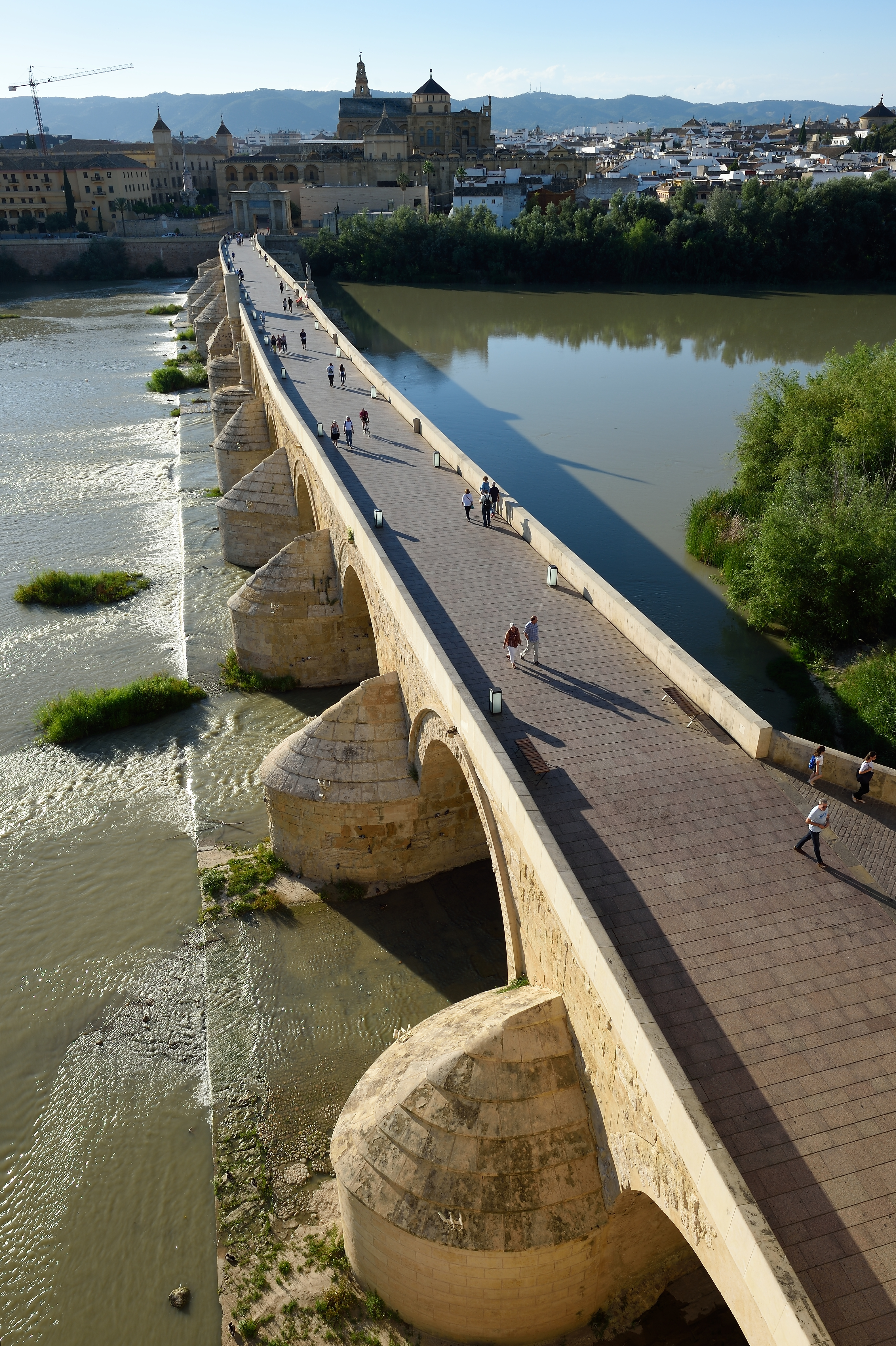
Vista del puente desde la torre de la Calahorra

Desde 1931, el puente, junto con la puerta del Puente y la torre de la Calahorra, está declarado monumento Histórico-Artístico,
por lo que es Bien de Interés Cultural con categoría de Monumento. Además, forma parte del centro histórico de Córdoba que fue declarado Patrimonio de la Humanidad por la Unesco en 1994.

## Historia
Aulo Hircio, soldado e historiador del general de la República romana, escribe que el militar Julio César al llegar a la ciudad en el año 45 a. C. tras la batalla de Munda, tuvo que atravesar el río creando un paso temporal con piedras. Esto no quiere decir que no hubiera otros puentes romanos cercanos, pero este puente en la entrada sur de la ciudad no podría haber existido con anterioridad. Por lo tanto, se suele datar de tiempos del primer emperador Augusto (27 a. C.-14 d. C.), cuando Córdoba adquirió el título de Colonia Patricia y se amplió hacia el Guadalquivir.
Alberga una longitud de unos 331 metros y está compuesto por 16 arcos, aunque originalmente tuvo 17. 
Fue uno de los más importantes medios de entrada a la ciudad desde la zona sur de la península ibérica por ser el único punto para cruzar el río sin utilizar ningún tipo de embarcación. Probablemente la Vía Augusta que iba desde Roma hasta Cádiz pasaba por él.
|  |  |

A comienzos de la dominación musulmana, alrededor del año 720, es cuando encontramos referencias a la primera gran reconstrucción por el valí Al-Samh ibn Malik al-Khawlani.
Encontramos en su extremo sur la torre defensiva de la Calahorra y en su extremo norte la puerta del Puente. Esta última fue realizada por el arquitecto Hernán Ruiz II en 1572, llamada erróneamente por el pueblo cordobés como Arco del Triunfo, a pesar de que nunca tuvo esta función, sino que fue una de las puertas de la antigua muralla. En el centro del puente se encuentra el triunfo del San Rafael, el más antiguo de los Triunfos, que data de 1651, obra del escultor Bernabé Gómez del Río.
|  |  |  |

En tiempos más recientes, el puente romano se convirtió en el acceso a la ciudad para los viajeros que acudían desde el sur de la misma, por lo que se ubicó en la puerta del Puente el fielato sur de la ciudad (oficina a la entrada de las poblaciones en la cual se pagaban los derechos de consumo). Además, el puente fue parte integrante de la carretera nacional N-4, siendo atravesado por los viajeros que bajaban desde el centro de España hacia la zona sur y viceversa. 

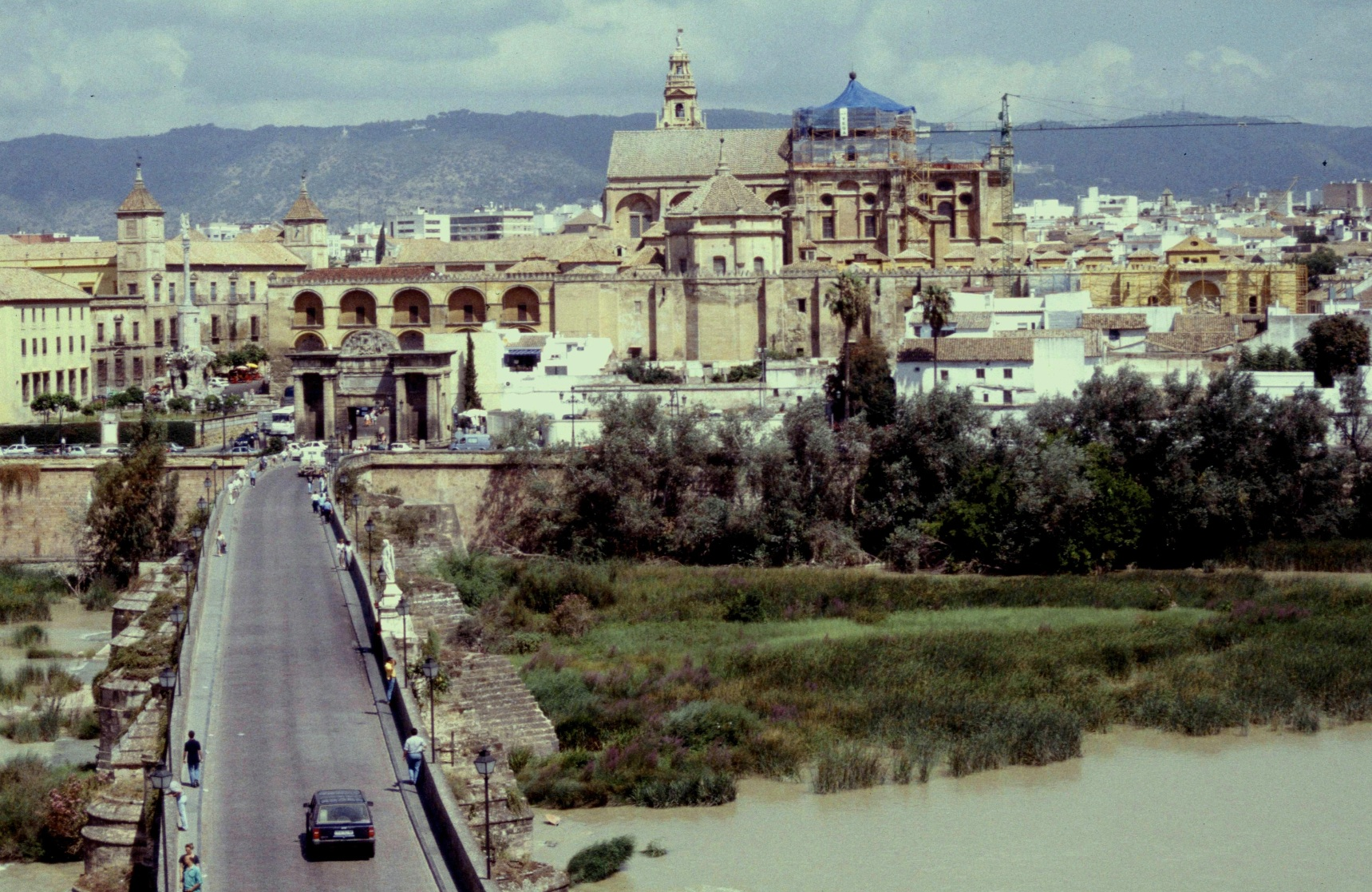
Fotografía panorámica de finales del donde se aprecia el puente antes de prohibir la circulación de vehículos en 2004.

El 1 de mayo de 2004 fue convertido en un puente peatonal, tras la construcción de los puentes de San Rafael en 1953 y el más reciente Miraflores en 2003, vedándose al tráfico motorizado desde sus primeros vehículos casi un siglo atrás.

## Identificación como puente romano

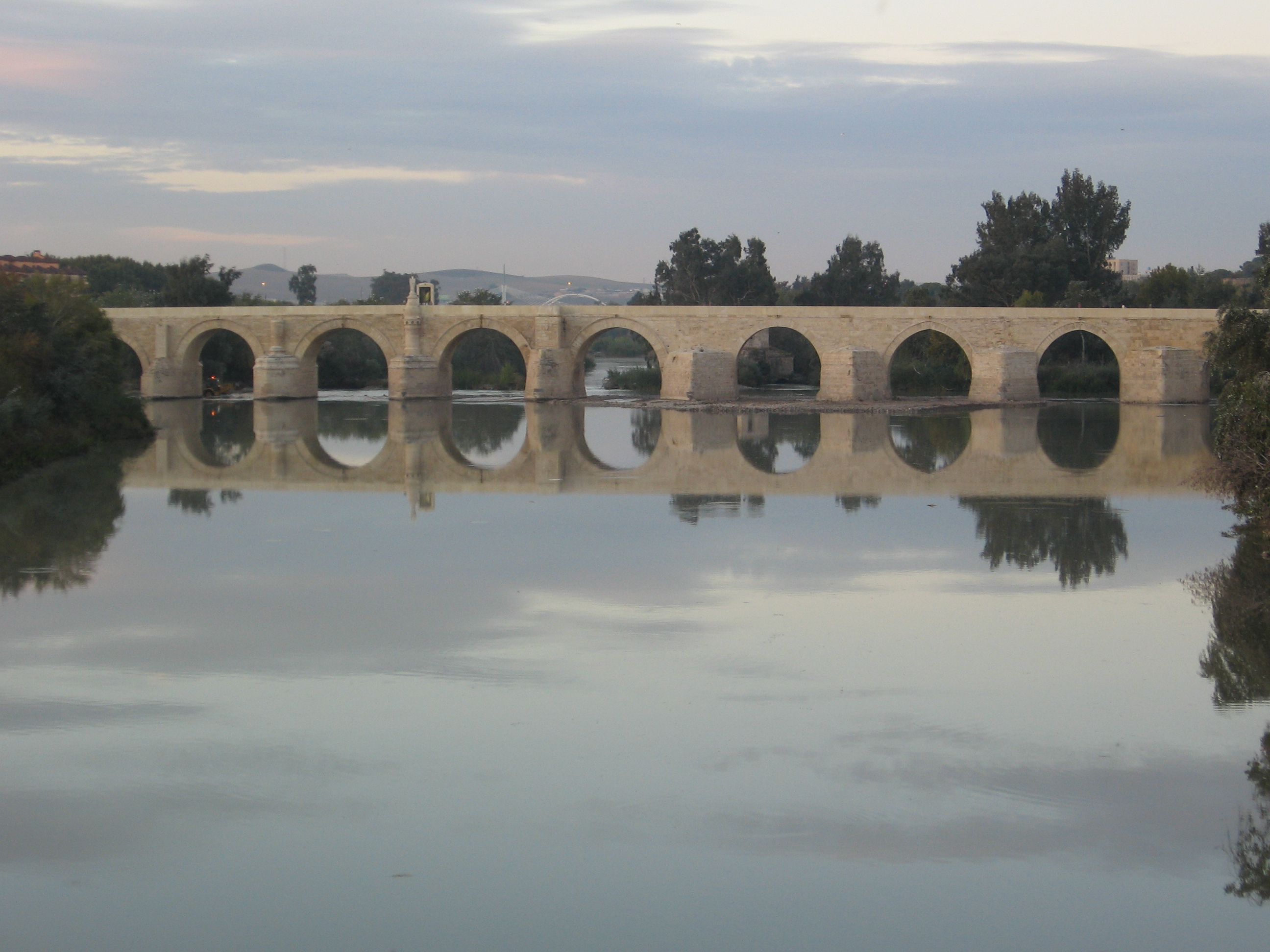
Vista lateral del puente, donde se puede apreciar que los arcos de la derecha son ojivales, una tipología muy poco usada en la arquitectura romana y más propia de la arquitectura medieval, como en el Puente de Orense o el Puente de la Mesta.

A pesar de que popularmente el puente se ha identificado como romano, apenas existen vestigios que permitan catalogarlo como tal. Se pueden resaltar varios aspectos constructivos que delatan que, por lo menos, algunas partes del puente no son romanas. Por ejemplo, varios arcos son de tipología ojival, un tipo de arco poco utilizado en la arquitectura romana y que es más común en la arquitectura medieval, lo que apunta a un posible trabajo de reconstrucción posterior. Otros puentes catalogados erróneamente como romanos, como el Puente medieval de Orense, son en realidad reconstrucciones realizadas sobre puentes romanos derruidos por fuertes riadas.
Aunque es casi seguro que en esta ubicación existió un puente romano, es difícil pensar que dicho puente ha llegado de forma íntegra a la actualidad.
Dada la fuerza e intensidad de las crecidas del río Guadalquivir, cabe la posibilidad de que el puente original se perdiera hace siglos, y que en este lugar se edificaran varias generaciones de puentes, aprovechando en mayor o menor grado parte de los anteriores (como ocurre en otros puentes como el de Orense, el de Zaragoza, el de Logroño o algunos tramos del de Mérida; de cuyas sucesivas reconstrucciones se conserva documentación). Siguiendo esta teoría, además del primero y del actual, se puede asegurar que existió otro puente en época andalusí de acuerdo con la documentación de labores de restauración y menciones bibliográficas que existen de esta época.
De hecho, una de las referencias más antiguas que existen del puente (recogida en la crónica Ajbar Maymua, del siglo XI), describe una gran restauración llevada a cabo en el siglo VIII por el gobernador de al-Ándalus al-Sahm, en nombre del califa Omeya Úmar II de Damasco, que menciona:

La ciudad de Córdoba estaba derruida por la parte oriental y además tenía un puente por el que pasaba su río. Hízole (al-Samh al califa), una descripción de éste y de sus avenidas exponiéndole la imposibilidad de vadearle durante todo el invierno(...). Dícese que Úmar le mandó levantar el puente con la piedra del muro si no encontraba piedra.

Este texto ya indica que el puente estaba destruido, o como mínimo, impracticable, cuando los musulmanes llegaron a la península ibérica, y que el valí al-Sahm levantó el puente utilizando sillares procedentes de las murallas.

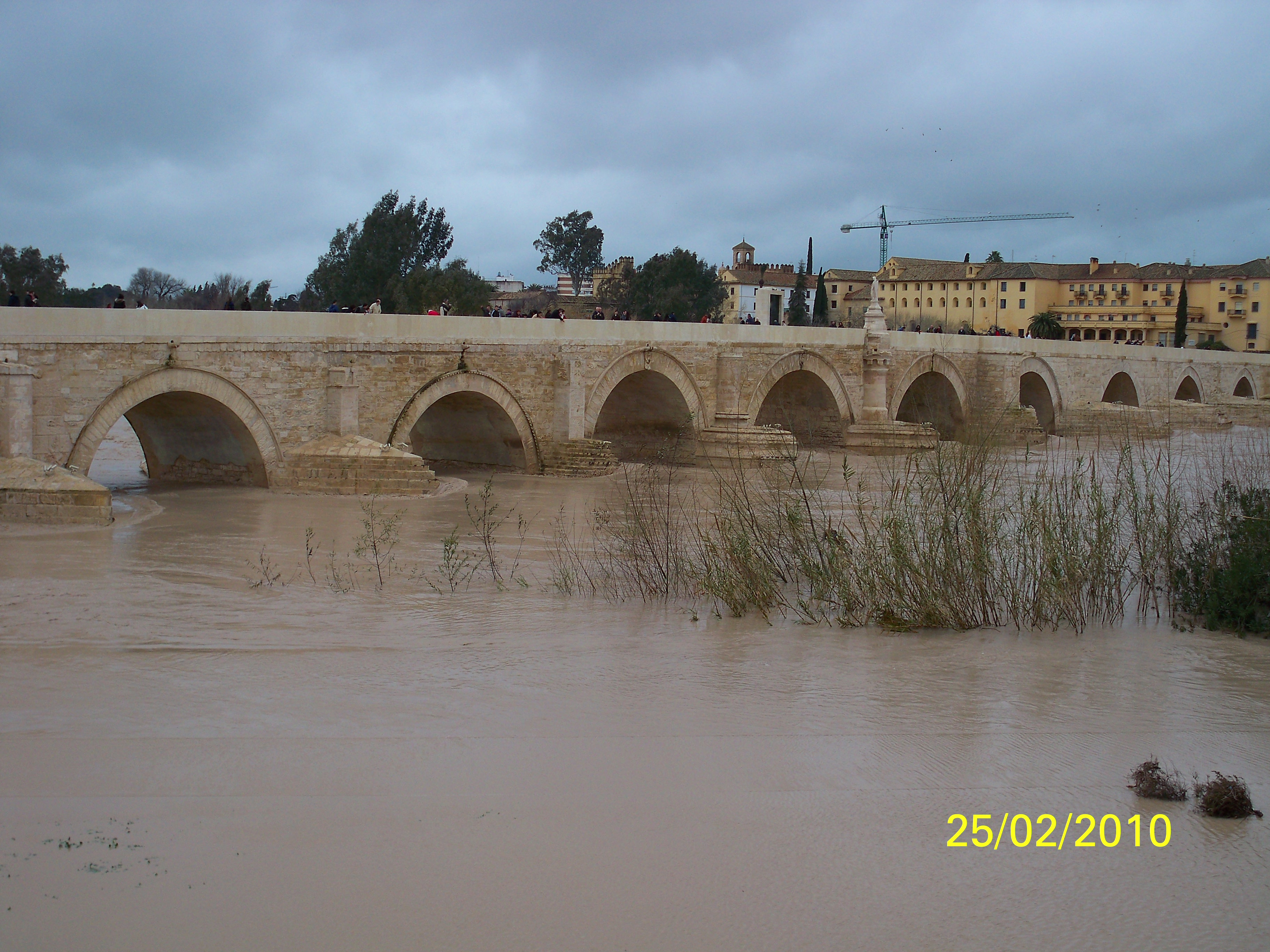
Vista del puente durante una riada en 2010.

Manuel Duran Fuentes, no lo incluye en su análisis sobre puentes romanos de Hispania, al no considerar que su fábrica actual sea romana.
Igualmente Isaac Moreno Gallo defiende que no es correcto seguir catalogándolo como puente romano.
Según análisis modernos de Ildefonso Ostos López, de época romana sólo son visibles unos sillares (cuatro hiladas) del estribo derecho bajo la Torre de la Calahorra. Según este mismo autor, las obras realizadas en época de dominación musulmana, aunque mantuvieran en gran medida la traza y utilizaran los mismos materiales que la romana, seguramente cambiaron su fisonomía.

## Reformas
A lo largo de su historia ha sufrido numerosas reconstrucciones, principalmente una en la época califal, una después de la Reconquista y otra en 1927 para el paso de vehículos, calificada como "muy negativa" por el último restaurador. Estos arreglos fueron más de carácter estético que estructurales. De hecho, solo los arcos número 14 y número 15 (comenzando a contar desde la puerta del Puente) son originales. 
En 2006 fue cerrado al tránsito para realizar obras de conservación de la estructura, así como de remodelación, tanto interna como externa. Esta reforma del Puente, con un presupuesto de 13,6 millones de euros, concluyó el 9 de enero de 2008 y fue dirigida por el arquitecto municipal pontanés Juan Cuenca Montilla. La restauración dio lugar a una gran polémica debido al carácter radical de la remodelación, especialmente por el granito rosa usado para la pavimentación. En esta remodelación se limpiaron los tajamares, se descubrieron los sillares originales, se sustituyó el adoquinado por un suelo liso de placas de granito a medio pulir, se sustituyeron las farolas decimonónicas por luminarias funcionales y se rehabilitó una hornacina existente dedicada a San Acisclo y Santa Victoria. Además, se recuperó el nivel del extremo norte del puente, enrasándolo con la puerta del Puente y el paseo de la Ribera. La inauguración se llevó a cabo el 9 de enero de 2008 con la presencia del entonces presidente de la Junta de Andalucía Manuel Chaves y la alcaldesa de Córdoba Rosa Aguilar.

## Monumento natural Sotos del Albolafia

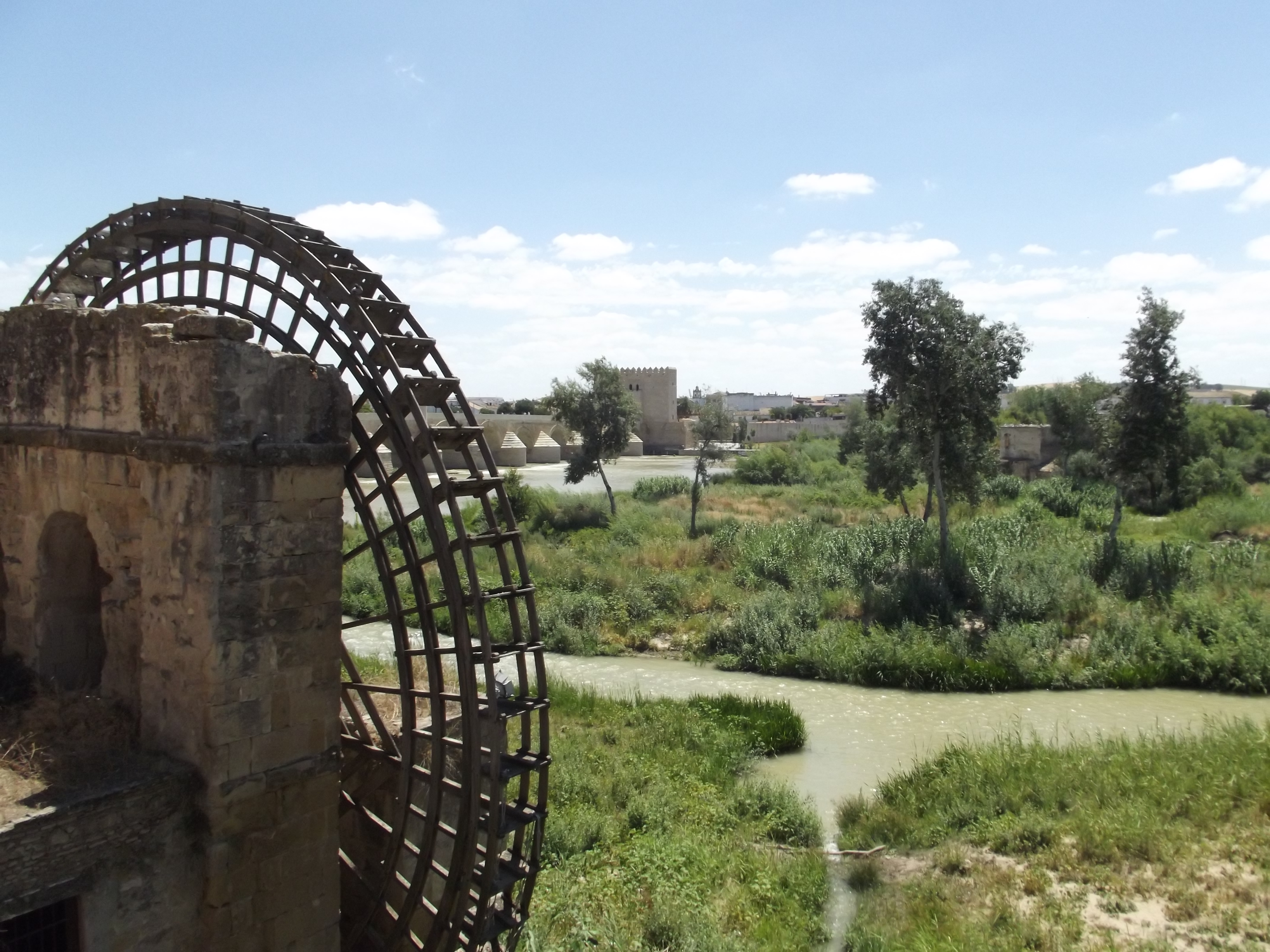
Molino y Sotos de la Albolafia.

El entorno del puente romano presenta una singularidad destacable por encontrarse enclavado en una pequeña reserva natural, llamada los Sotos de la Albolafia. En este lugar anidan muchas especies de aves (un total de 120 se conocen hasta ahora), algunas de ellas en peligro de extinción, lo que constituye un hecho sorprendente si se tiene en cuenta su pequeña extensión de poco más de dos hectáreas. En su entorno se conservan varios molinos, entre los que destacan el también recientemente reformado Molino de San Antonio, así como el conocido Molino de la Albolafia, que es el que aparece en el escudo de la ciudad.

## Rodajes
- En 2002 fue escenario de la película española Carmen.[15][16]
- También en 2002 Pedro Almodóvar grabaría en el puente romano su película Hable con ella.[17]
- En 2014 se utilizó para grabar algunas escenas para la quinta temporada de la serie Juego de tronos, sirviendo como escenario para el puente de Volantis.[18]
- En 2019 apareció en el videoclip «La gitana» de la cantante India Martínez.[19]